# Wiederaufarbeitung
Die Wiederaufarbeitung (english: Nuclear reprocessing), auch Wiederaufbereitung, von verbrauchtem Kernbrennstoff ist ein Teil des Brennstoffkreislaufs in der Kerntechnik. Sie dient der Trennung der in benutzten Brennelementen von Kernreaktoren enthaltenen Stoffe, die während des Betriebes entstehen. Diese werden einerseits in wiederverwertbare Anteile (ungenutzte Kernbrennstoffe und diverse Radionuklide) und anderseits in hoch-, mittel- und schwachradioaktiven Abfall separiert.
Wiederaufarbeitung von Kernbrennstoffen kann den Bedarf an Uran verringern und trägt gleichzeitig zur Reduzierung des hochradioaktiven Abfalls bei. Allerdings ist dieser Prozess sowohl kostspielig als auch technisch anspruchsvoll und birgt das Risiko der Proliferation, da das von den restlichen Spaltprodukten abgetrennte Plutonium für Kernwaffen genutzt werden kann.

## Geschichte
Die zur Wiederaufarbeitung von Kernbrennstoffen eingesetzten chemisch-physikalischen Verfahren dienten ursprünglich militärischen Zwecken. So konnte in den 1940er Jahren im Zuge der Forschung und Entdeckungen in der Kernchemie (Actinoide, Transurane) das kernwaffentaugliche Plutonium gewonnen werden. Hierbei wird in Kernreaktoren ein Teil des nicht spaltbaren Uran-238 durch Neutroneneinfang in Plutonium-239 umgewandelt. Dieses hat eine relativ geringe kritische Masse und kann auf chemischem Wege abgetrennt werden. Eine solche Produktion von Plutonium in den ersten, mit Natururan betriebenen Kernreaktoren der Welt und seine Abtrennung aus deren Brennstoff war daher die geeignete Methode zur Gewinnung des Materials in großen Mengen. Dagegen war die ausreichende Anreicherung des Isotops 235U bis zur Bombentauglichkeit nach dem damaligen Stand der Technik (Gasdiffusionsverfahren) extrem energieaufwendig und langwierig, da sich die Isotope eines Elementes chemisch quasi nicht unterscheiden und nur auf physikalischem Wege trennen lassen.
Aus den ersten militärischen Anlagen resultierte schließlich das PUREX-Verfahren (PUREX = englisch Plutonium-Uranium Recovery by Extraction), welches aus den 1950er Jahren stammt. Es wurde großtechnisch erprobt und entsprechend optimiert, war jedoch initial für die o. g. militärische Zwecke gedacht (vgl. auch Hanford Site). Versuche, es durch andere Verfahren zu ersetzen, sind bisher nicht über den Status von Versuchen und Prototypen herausgekommen.
Ab dem Zeitpunkt der friedlichen Nutzung der Kernenergie, also ab den 1950er Jahren (vgl. Genfer Atomkonferenz), wurden weltweit die ersten Wiederaufarbeitungsanlagen errichtet. Die Rückgewinnung von Brennstoff erschien zunächst ökonomisch und technisch erfolgversprechend. Den kommerziellen Großanlagen wie La Hague, Frankreich oder Sellafield (dort Thorp), Großbritannien gingen häufig kleinere Prototypen- und Versuchsanlagen vorweg. In Europa (Mol, Belgien) sammelte man fast zwei Jahrzehnte lang Erfahrungen mit der Versuchsanlage Eurochemic, welche eine Kapazität von bis zu 350 kg U/d erreichte. Ebenfalls war in Deutschland die Wiederaufarbeitungsanlage Karlsruhe (WAK) ab 1970 in Betrieb für oxidischen LWR-Brennstoff. Die Anlage WAK hat in den Jahren 1971 bis 1990 über 200 t Kernbrennstoff aus verschiedenen Reaktoren aufgearbeitet und befindet sich aktuell im Rückbau. Später wurde die geplante Wiederaufarbeitungsanlage Wackersdorf (1985–1989) aufgrund von Protesten nie realisiert. Damit verfügt Deutschland über keine eigene, kommerzielle Wiederaufarbeitungsanlage. Deutsche Kernkraftwerksbetreiber ließen somit bis 2005 Brennelemente in den o. g. Anlagen in Frankreich und Großbritannien aufarbeiten. Insgesamt wurden 6.244 t Kernbrennstoff aufgearbeitet. Hochradioaktive Abfälle wurden teilweise zurücktransportiert.

## Einzelheiten der Wiederaufarbeitung

### Begriffe
In einem offenen Brennstoffkreislauf wird der abgebrannte Kernbrennstoff nach einer Zwischenlagerung von mehreren Jahrzehnten zur Abkühlung in einer tiefen geologischen Endlagerstätte direkt entsorgt. Im Gegensatz dazu wird im geschlossenen Brennstoffkreislauf der abgebrannte Kernbrennstoff wiederaufbereitet, um Uran und Plutonium zu trennen, die dann als neuer Brennstoff verwendet werden können. Dieser Prozess erfordert mehrere Wiederaufarbeitungszyklen, die jedoch nicht effektiv in den gegenwärtig verwendeten Kernreaktoren durchgeführt werden können. Ein teilweise geschlossener Brennstoffkreislauf wird bereits in einigen Ländern, insbesondere in Frankreich, praktiziert. Hier wird der abgebrannte Brennstoff wiederaufbereitet, und das gewonnene Plutonium wird mit Uran gemischt, um sogenannten MOX-Brennstoff (Mischoxidbrennstoff) herzustellen, das in bestehenden Kernreaktoren verwendet wird. Der abgebrannte MOX-Brennstoff wird bis zur Wiederaufbereitung für die zukünftige Verwendung in modernen Reaktoren gelagert.

### Behandlung des verbrauchten Kernbrennstoffs
Die Zusammensetzung abgebrannter Brennelemente hängt stark von der ursprünglichen Urananreicherung und der Nutzungsdauer im Reaktor ab. Abgebrannte Brennelemente aus Leichtwasserreaktoren bestehen zu etwa 96 % aus Uran, davon der Großteil Uran-238, sowie einem kleinen Anteil Plutonium (ca. 0,9 %). Der recycelte Brennstoff wird hauptsächlich in Form von Mischoxid-Brennelementen in Leichtwasserreaktoren verwendet.
Die Wiederaufarbeitung erfordert mehrere Schritte: Zunächst werden die Brennelemente zerkleinert, um das Hüllmaterial (Zirkalloy und Edelstahl) vom eigentlichen Brennstoff zu trennen. Der Brennstoff wird dann in heißer Salpetersäure aufgelöst, wobei Uran, Plutonium und Spaltprodukte in Lösung gehen. Feste Rückstände wie Hülsen und Strukturmaterial werden herausgefiltert und als radioaktiver Abfall behandelt. Der wichtigste Schritt ist die Trennung von Uran, Plutonium und Spaltprodukten, üblicherweise durch das PUREX-Verfahren. Während der Wiederaufarbeitung entstehen radioaktive Gase und Aerosole, die in speziellen Filter- und Waschsystemen behandelt werden. Die bei der Wiederaufarbeitung entstehenden hochradioaktiven Spaltproduktnitrate werden zunächst in Edelstahltanks gelagert. Da diese Lagerform für die Endlagerung nicht geeignet ist, werden sie später getrocknet, verfestigt und meist verglast. Andere feste Abfälle wie Hüllmaterial oder Klärschlämme werden überwiegend zementiert. Am Ende des Prozesses werden die recycelten Mischoxid-Brennelemente hergestellt.

### Politische Aspekte
Die Wiederaufarbeitung von abgebranntem Kernbrennstoff ist in vielen Ländern umstritten, da sie Sicherheitsrisiken birgt. Ohne ein sicheres Überwachssystem kann Wiederaufarbeitung zu einem wachsenden Plutoniumbestand führen, der für Atomwaffen genutzt werden könnte. Die Länder, die die Wiederaufarbeitung als Teil ihres nationalen Brennstoffkreislaufs nutzen, sind Frankreich, Japan, Russland, die Ukraine, Großbritannien, Indien, Bulgarien und die Niederlande. In Deutschland und Belgien wurde von der Wiederaufarbeitung auf die einmalige Nutzung des Brennstoffs umgestellt. Andere Länder, wie die USA, Südkorea und Brasilien, zeigen Interesse an der Wiederaufarbeitung. China hat bereits Fortschritte beim Aufbau einer entsprechenden Infrastruktur gemacht. Während Länder mit großen Kernenergieprogrammen in der Regel zur Wiederaufarbeitung neigen oder daran interessiert bleiben, bildet Kanada eine Ausnahme. In Kanada gibt es aufgrund der Nutzung von Natururan für CANDU-Reaktoren nur wenig Anreiz zur Wiederaufarbeitung abgebrannten Brennstoffs. S. 779 ff.
Die Entscheidung eines Landes zur Wiederaufarbeitung von abgebranntem Brennstoff wird von verschiedenen Faktoren beeinflusst. Militärische Ambitionen spielen eine bedeutende Rolle, da viele Länder mit Wiederaufarbeitungskapazitäten Kernwaffenstaaten sind. Zugang zur Wiederaufbereitungstechnologie kann für ein Land, das an der Entwicklung von Kernwaffen interessiert ist, attraktiv sein. Politische Kultur ist ebenfalls entscheidend, da autoritäre Regime wie Russland und Nordkorea leichter Wiederaufarbeitungsprogramme aufrechterhalten können, während solche in Demokratien oft öffentlichen Widerstand erfahren. Auch geologische Bedingungen beeinflussen die Entscheidungen; Länder mit ungünstigen geologischen Voraussetzungen suchen häufig nach Alternativen zur direkten Entsorgung, um die Herausforderungen der Endlagerung zu bewältigen. Schließlich spielt die Energiepolitik eine Rolle. Insbesondere für Länder, die über begrenzte natürliche Ressourcen verfügen, kann die Wiederaufarbeitung eine Möglichkeit darstellen, die Nutzung von Kernbrennstoffen für langfristige Energiesicherheit zu optimieren. S. 781 ff.

## Verfahren
In einer Wiederaufarbeitungsanlage werden die Brennelemente zunächst mechanisch zerschnitten und in heißer Salpetersäure gelöst. Dieser Abschnitt bildet das sogenannte „Head-end“ des Prozesses. Zur Trennung der Bestandteile Uran, Plutonium, der höheren Actinoide und der Spaltprodukte voneinander setzt man die Extraktion mit dem PUREX-Prozess ein. Als Extraktionsmittel dient Tributylphosphat (C4H9O)3PO, das mit 70 Prozent C12–14-Alkanen (zum Beispiel Kerosin) verdünnt ist. Durch mehrfache Durchführung der Extraktionszyklen kann eine fast vollständige Trennung der Bestandteile erreicht werden.

### Weitere Brennstoffkreisläufe
Für Kernreaktoren, die Uran-233 aus Thorium-232 erbrüten, wurde der THOREX-Prozess entwickelt.
Wenn sowohl Leichtwasserreaktoren (LWR) als auch Schwerwasserreaktoren (PHWR) verfügbar sind, ist in begrenztem Maße auch „DUPIC-Prozess“ (Direct Utilization of spent Pressurized water reactor fuel In CANDU) denkbar, ein Verfahren, bei dem keine Abtrennung von Uran oder Plutonium notwendig ist (gegebenenfalls werden durch Erhitzen die leichtflüchtigen Spaltprodukte entfernt), und bei dem ein gewisser Anteil des nach wie vor im Brennelement vorhandenen spaltbaren Materials zur Stromerzeugung genutzt werden kann. Kanada, Indien, Argentinien, China, Pakistan, Rumänien und Südkorea betreiben Stand 2022 mindestens einen kommerziellen PHWR zur Stromerzeugung. In Indien befinden sich auch weitere PHWR (IPHWR-700) im Bau. Südkorea, welches sowohl PHWR als auch LWR betreibt ist seit ca. 1991 einer der Pioniere auf dem Gebiet von DUPIC.

### Alternative Verfahren
Neben dem oben beschriebenen Verfahren wurden in den Vereinigten Staaten und Russland weitere Verfahren der Pyrometallurgie entwickelt. Dabei wird im Prinzip die Elektrolyse eingesetzt, um die Metalle zu trennen. Der wesentliche Vorteil gegenüber dem PUREX-Prozess besteht darin, dass das Uran zusammen mit Plutonium und höheren Actinoiden als Gemisch abgetrennt und damit die Isolierung von waffenfähigem Plutonium erschwert wird. Ein weiterer Vorteil besteht darin, dass die restlichen radioaktiven Abfälle nur circa 500 Jahre aufbewahrt werden müssen.
Ein im Konzeptstadium befindliches Verfahren ist der Laufwellen-Reaktor. Dieser Kernreaktortyp soll seinen eigenen verbrauchten Brennstoff im Betrieb zu einem großen Teil selbst „aufarbeiten“ und dadurch pro erzeugter Energieeinheit wesentlich weniger endzulagerndes Material zurücklassen. Bisher wurde noch kein Laufwellenreaktor gebaut.
Ebenfalls im Konzeptstadium ist der Dual-Fluid-Reaktor (DFR), bei dem die Spaltstoffe im Betrieb ständig abgeführt werden und der dazu die fraktionierte Destillation/Rektifikation nutzt. Theoretisch könnte man so in einem DFR auch abgebrannte Brennelemente aufbereiten und verwenden.
Anfang Januar 2011 wurden Meldungen chinesischer Wissenschaftler über eine angebliche Entwicklung einer neuen Wiederaufarbeitungsmethode bekannt, durch die die Urannutzung 60-mal effizienter wäre.

## Weiterverarbeitung der Produkte
Das abgetrennte Plutonium wird bei der zivilen Wiederaufarbeitung meist zu neuen Uran/Plutonium-Brennelementen (MOX-Brennelemente) verarbeitet, die in Leichtwasserreaktoren wieder eingesetzt werden können. Dies ist beispielsweise in Frankreich, war in Deutschland und in Japan der Fall. In Großbritannien wird das Plutonium mangels Recyclingmöglichkeiten lediglich gelagert. Eine im Vergleich zu Leichtwasserreaktoren wesentlich effizientere Nutzung wäre in Brutreaktoren möglich, die sich aber weltweit bisher nur bedingt durchgesetzt haben, wie beispielsweise im russischen Kernkraftwerk Belojarsk.
Das abgetrennte Uran wird bisher nur in relativ kleinem Umfang recycelt. Da es im Gegensatz zu Natururan noch geringe Spuren an unerwünschten Isotopen enthält, ist die Weiterverarbeitung aufwendiger und daher derzeit unwirtschaftlich.
Die radioaktiven Spaltprodukte und die höheren Actinoide liegen nach dem so genannten Partitioning zunächst als hochradioaktive Lösung vor, die in gekühlten Edelstahltanks gelagert wird. Im Hinblick auf eine längerfristige Zwischenlagerung und die spätere Endlagerung müssen diese Abfälle in eine feste und auslaufresistente Form gebracht werden. Hierzu hat sich die Verglasung (Vitrifizierung) als geeignetes Verfahren erwiesen. An allen bestehenden Wiederaufarbeitungsanlagen sind daher auch Verglasungsanlagen installiert. Die Lösung wird bei der Verglasung zunächst eingetrocknet und die aus der Lösung ausgefallenen Feststoffe mit glasbildenden Stoffen vermischt und daraus werden Glasblöcke geschmolzen. Das nicht radioaktive Lösungsmittel wird dabei frei und kann wieder verwendet werden.

## Wiederaufarbeitungsanlagen
Eine Wiederaufarbeitungsanlage (WAA), auch Wiederaufbereitungsanlage, ist eine großtechnische Anlage, in der abgebrannte Brennelemente aus Kernkraftwerken auf chemischem Wege wiederaufgearbeitet werden. In der Anlage werden abgebrannte Brennelemente in spaltbares Material, insbesondere Uran und Plutonium, von nicht weiter verwertbarem radioaktiven Abfall (Atommüll) getrennt. Als Verfahren hat sich dabei das PUREX-Verfahren durchgesetzt. Die Wiederaufarbeitungsanlagen stellen somit den Versuch dar, einen atomaren Wiederverwertungs-Kreislauf aufzubauen. Die bei der Wiederaufarbeitung anfallenden radioaktiven Abfälle werden an Ort und Stelle weiterverarbeitet (konditioniert) und später an die jeweiligen Kunden zurückgeliefert.
Insgesamt steht im zivilen Bereich eine Wiederaufarbeitungskapazität von rund 5000 tSM/a (Tonnen Schwermetall pro Jahr) zur Verfügung (2900 tSM/a für Brennstoff aus Leichtwasserreaktoren, 2100 tSM/a für sonstigen Brennstoff), vgl. die Tabelle.
Deutsche Energieversorgungsunternehmen haben bis 2005 ihre ausgedienten Brennelemente im Ausland aufarbeiten lassen. Insgesamt wurden rund 6.244 t radioaktives Schwermetall (Kernbrennstoff) in die Anlagen La Hague und Sellafield geliefert. Seit dem Jahr 2015 liegt ein Konzept für die Rückführung vor.
| Brennstoff         | Anlage                                      | Kapazität in jato               |
| ------------------ | ------------------------------------------- | ------------------------------- |
| LWR-Brennstoff     | La Hague, Frankreich                        | 1700                            |
| LWR-Brennstoff     | Sellafield, Vereinigtes Königreich          | 600                             |
| LWR-Brennstoff     | Majak, Russland                             | 400                             |
| LWR-Brennstoff     | Rokkasho, Japan                             | 700 (noch nicht fertiggestellt) |
| Andere Brennstoffe | Sellafield, Vereinigtes Königreich (Magnox) | 1500                            |
| Andere Brennstoffe | Indien (PHWR)                               | 330                             |
| Andere Brennstoffe | Tōkai, Japan (MOX)                          | 40                              |

### In Betrieb befindliche Anlagen
- Großbritannien: In Sellafield, früher Windscale genannt, befinden sich zwei Anlagen:
  - Die ältere Anlage B205 diente dazu, abgebrannte Brennelemente aus den britischen Magnox-Reaktoren aufzuarbeiten.
  - Die Anlage THORP (kurz für: Thermal Oxide Reprocessing Plant) wurde für die Wiederaufarbeitung von oxidischen Brennstoffen ausgelegt, die sowohl aus den britischen Advanced Gas-cooled Reactors (AGRs) als auch aus Leichtwasserreaktoren (LWRs/PWRs) im Ausland (z. B. Deutschland; ab dem Jahr 2005 sind keine Transporte mehr erlaubt worden.[29]) stammten.
  - Beide Anlagen befinden sich (Stand 2023) im Rückbau/Stilllegung durch die NDA. Weitere Details siehe die jeweiligen Artikelseiten.
- Frankreich: In La Hague befinden sich Wiederaufarbeitungsanlagen, welche aus der weltweit ersten kommerziellen Anlage, Atelier Vitrification Marcoule (AVM) hervorgingen:
  - Die Anlage UP2-800 ist für französische Brennelemente vorgesehen.
  - Die relativ ähnliche Anlage UP3 dient der Wiederaufarbeitung abgebrannter LWR-Brennelemente ausländischer Kunden.
- Indien: In Indien wurde 1964 die erste kleine Anlage zur Wiederaufarbeitung von Forschungsreaktorbrennstoff in Betrieb genommen (Trombay). Eine größere Anlage für Brennelemente aus Leistungsreaktoren befindet sich in Tarapur. Mit der Inbetriebnahme einer weiteren Anlage bei Kalpakkam wurde Anfang 1997 begonnen.[30]
- Japan: Seit 1977 ist eine Anlage im Dorf Tōkai in Betrieb. Nach einem Brand mit anschließender Explosion in der Abfallbituminierungsanlage im März 1997 wurde der Betrieb eingestellt und im November 2000 wieder aufgenommen.
- Russland: Zwei Wiederaufarbeitungsanlagen sind in Betrieb (RT-1/Majak, Tomsk). Über weitere Anlagen in Tomsk oder in Schelesnogorsk (RT-2) liegen nur wenige Informationen vor.
- USA: Die ursprünglich zu vornehmlich militärischen Zwecken errichtete Anlage Savannah River Site (South Carolina) dient heute noch der Wiederaufarbeitung von Brennelementen aus Forschungsreaktoren, auch aus dem Ausland.
- Nordkorea: In Nyŏngbyŏn betreibt Nordkorea neben einem Forschungsreaktor eine Wiederaufarbeitungsanlage. Sie dürfte derzeit wie der Reaktor entsiegelt und in Betrieb sein, um das Plutonium aus dem Reaktor zu gewinnen.

### Geplante oder im Bau befindliche Anlagen
- Japan: Wiederaufarbeitungsanlage Rokkasho: Eine größere Anlage in Rokkasho ist seit 1993 im Bau. Die Bauarbeiten verzögerten sich um mehrere Jahre hinter dem ursprünglichen Zeitplan. Mit Sicherheitsüberprüfungen vor Inbetriebnahme wurde Ende 2014 begonnen, die im Mai 2020 von den Behörden abgenommen wurden.[31] Der Betrieb der Anlage wird nach Daten von 2020 auf das Jahr 2024 geplant.[32]

### Stillgelegte Anlagen
- Frankreich: Die Anlage UP1 in Marcoule, die ursprünglich militärischen Zwecken diente und in der später Magnox-Brennelemente wiederaufgearbeitet wurden, wurde 1997[33] endgültig abgeschaltet, nachdem in Frankreich inzwischen keine Magnox-Reaktoren mehr in Betrieb sind.
- Belgien: Von 1967 bis 1974 wurde in Mol die Wiederaufarbeitungsanlage Eurochemic, ein Gemeinschaftsprojekt von 13 Mitgliedsstaaten der OECD, betrieben. In dieser Anlage wurden insgesamt etwa 210 t Brennstoff aufgearbeitet. Mit der Zerlegung der Einrichtungen wurde 1991 begonnen.
- USA: In den Nachkriegsjahren wurden mehrere Wiederaufarbeitungsanlagen für militärische Zwecke errichtet (Hanford, Savannah River Site, Idaho).[34] Idaho (1992) und Hanford (1990) wurden vor einigen Jahren stillgelegt. Eine kommerzielle Anlage in West Valley war von 1966 bis 1971 in Betrieb. Zwei weitere Anlagen (Barnwell, Morris) wurden zwar fertiggestellt, aus unterschiedlichen Gründen aber nicht in Betrieb genommen.
- Deutschland:
  - Wiederaufarbeitungsanlage Karlsruhe (WAK) – Von 1971 bis 1990 war die WAK auf dem Gelände des Forschungszentrums Karlsruhe in Betrieb.[35][36] Als Pilotanlage hatte sie den Zweck, Betriebserfahrungen für den Betrieb einer großen Anlage (zum Beispiel die damals geplante Wiederaufarbeitungsanlage Wackersdorf) zu gewinnen. In ihrer Betriebszeit wurden in der WAK etwas mehr als 200 t Kernbrennstoff wiederaufgearbeitet. Die Anlage befindet sich seit 1991 im Rückbau durch die KTE.[37]
  - Wiederaufarbeitungsanlage Jülich – Für Kugelbrennelemente aus dem THTR-300, einem Thorium-Hochtemperatur-Reaktor in Hamm-Uentrop (Bauzeit 1970–1983) und den kleineren AVR wurde in Jülich eine „Wiederaufarbeitungsanlage“ namens ‘JUPITER’ gebaut. Sie sollte einen Thorium-Kreislauf ermöglichen.[38] Die Brennelemente hatten aber einen Auslegungsfehler; deshalb ging JUPITER nie in Betrieb.

### Fallengelassene Projekte
- Deutschland:
  - Wiederaufarbeitungsanlage Wackersdorf – Die in den 1980er Jahren geplante Wiederaufarbeitungsanlage in Wackersdorf (Ostbayern) wurde nie fertiggestellt. Damals kam es zu größeren Protestaktionen von Atomkraftgegnern gegen diese WAA (beispielsweise das Anti-WAAhnsinns-Festival von 1986 in Burglengenfeld).
  - Die hessische Landesregierung, das Kabinett Börner II (eine SPD-FDP-Koalition unter Ministerpräsident Holger Börner) versuchte, in Volkmarsen und später in Frankenberg-Wangershausen den Bau einer Wiederaufarbeitungsanlage durchzusetzen. Mehr als 10.000 Menschen demonstrierten gegen die Pläne. Die Grünen profitierten bei der Landtagswahl am 26. September 1982 von den Protesten; das Projekt wurde im Oktober 1982 gestoppt.[39]
- USA:
  - Ab dem Jahr 2007 wurde die kommerzielle Wiederaufarbeitung durch die NRC wieder aufgegriffen und rechtliche und regulatorische Analysen bearbeitet. Ab 2021 wurden aufgrund Mangels an Interesse die Regulierungsprozesse gestoppt.[40]

## Vor- und Nachteile der Wiederaufarbeitung

### Umweltauswirkungen
Die Wiederaufarbeitungsprozesse sind sowohl für die Arbeiter als auch für die Umwelt sehr gefährlich, und die entsprechenden Verfahren werden von den nationalen Behörden überwacht. Die Freisetzung spezifischer Radionuklide in die Umwelt ist durch internationale Empfehlungen und nationale Gesetze begrenzt. Während des Lösungsprozesses bei der Wiederaufarbeitung abgebrannter Brennstoffe aus den Brennstoffpellets werden Spaltprodukte wie 129I, 85Kr, 14C oder 99Tc freigesetzt. Trotz der Verwendung von Fangsystemen werden diese teilweise in die Umgebung der Wiederaufbereitungsanlagen innerhalb der genehmigten Grenzwerte in Form von schwach radioaktiven gasförmigen und flüssigen Abfällen abgegeben.
Lebenszyklusanalysen zeigen dennoch, dass die gleichzeitige Reduzierung des Uranabbaus und anderer Aktivitäten am Anfang des Kreislaufs bedeutet, dass geschlossene Kreisläufe hinsichtlich ihrer Auswirkungen auf die Umwelt immer besser sind als Brennstoffkreisläufe ohne Wiederaufarbeitung. Durch fortschrittliche Reaktoren und effizientere Wiederaufarbeitungsverfahren kann dieser Vorteil noch verstärkt werden.

### Rohstoffverbrauch
Prognosen darüber, wie lange die natürlichen Uranvorkommen verfügbar sein werden oder wirtschaftlich rentabel abgebaut werden können, variieren stark (siehe auch „Gewinnung und Reichweite der Brennstoffe“ im Artikel über Kernenergie).
Die Umsetzung eines geschlossenen Brennstoffkreislaufs bietet Einsparungen von 10–20 % der natürlichen Uranressourcen im Vergleich zum offenen Kreislauf. Fortschrittliche Brennstoffzyklen können in Kombination mit Brutreaktoren die Reichweite der Uranvorkommen theoretisch um Jahrhunderte verlängern, befinden sich allerdings noch im Versuchsstadium. Durch Wiederaufarbeitung können somit die negativen Effekte des Uranbergbaus eingedämmt sowie Importabhängigkeiten reduziert werden. Gegner der Wiederaufarbeitung argumentieren, dass Uran auch auf absehbare Zeit in ausreichenden Mengen verfügbar sein wird und selbst vergleichsweise hohe Preise nicht das Niveau erreichen, das eine Wiederaufarbeitung wirtschaftlich rentabel machen würde.

### Radioaktive Abfälle

Zusammensetzung des Brennstoffes bei Beginn und nach 3 Jahren Abbrand in einem Druckwasserreaktor

Es herrscht weitgehend Einigkeit darüber, dass die Verringerung der Wärmeentwicklung durch die Abtrennung von Radionukliden in einem geschlossenen Kreislauf eine kompaktere Lagerung von Abfällen in einem Endlager ermöglicht. Nach der Wiederaufarbeitung kann der hochradioaktive Abfall nur noch etwa 20 % des ursprünglichen Volumens einnehmen. Ein weiterer Vorteil besteht in der Reduktion der Wärmebelastung des Abfalls. Während der verbleibende hochradioaktive Abfall nach der Wiederaufarbeitung zunächst eine höhere Wärmeabstrahlung aufweist, nimmt diese schneller ab als bei direkt entsorgtem Abfall. Nach etwa 30 Jahren ist die Wärmeabgabe des wiederaufgearbeiteten Abfalls um etwa 70 % gesunken. Oberirdisch, wo Luftströme den hochradioaktiven Abfall kühlen können, ist die Platzersparnis signifikant. Für die Endlagerung unter Tage ist die hohe Temperatur des Abfalls jedoch wichtiger als dessen Volumen. Damit das Endlager nicht überhitzt, muss der Abfall mit genügend Abstand gelagert werden, um abzukühlen. Selbst nach 100 Jahren Abkühlung würde das benötigte Lagerplatzvolumen so nur um etwa die Hälfte verringert.
Kritiker der Wiederaufarbeitung wenden außerdem ein, dass bei dem Vorgang zusätzlich schwach- und mittelradioaktive Abfälle anfallen, insbesondere durch den Betrieb und die Stilllegung der Anlagen sowie die Herstellung von MOX-Brennstoff. Diese Abfälle sind volumenmäßig erheblich und müssen ebenfalls behandelt werden. Zudem verursacht die Wiederaufarbeitung komplexere Abfallmanagementprozesse, unter anderem durch die Lagerung von separiertem Plutonium und Uran.
Für die Anlieferung der Brennelemente und den Rücktransport der Reststoffe und Abfälle sind zahlreiche Transporte von und zu den Wiederaufarbeitungsanlagen nötig. Die Castor-Transporte zwischen den Wiederaufarbeitungsanlagen und Deutschland sind in der Vergangenheit oft behindert worden. Seit 2005 werden aus Deutschland keine abgebrannten Brennelemente mehr in die Wiederaufarbeitung geliefert. Die Schweiz liefert de facto seit 2006 keine Brennelemente mehr in die WA; 2017 wurde das Verbot der Wiederaufarbeitung von Brennelementen im Schweizer Kernenergiegesetz (KEG) verankert.

### Wirtschaftlichkeit
Wirtschaftlich gesehen bringt die Wiederaufarbeitung von Kernbrennstoffen einige Nachteile mit sich. Studien legen nahe, dass sie im Durchschnitt zwischen 5 und 20 % teurer ist, als der offene Kreislauf. Im Vergleich zur direkten Endlagerung von verbrauchtem Brennstoff ist der geschlossene Kreislauf daher in den meisten Fällen weniger wirtschaftlich. Die Rentabilität der Wiederaufarbeitung hängt vor allem von den Preisen für Uran und den Kosten der Wiederaufarbeitungstechnologien ab. Bei den gegenwärtigen Uranpreisen ist der offene Kreislauf, bei dem der verbrauchte Brennstoff direkt entsorgt wird, in der Regel günstiger. Erst wenn die Uranpreise erheblich ansteigen oder die Wiederaufarbeitungskosten deutlich sinken, könnte sich der geschlossene Kreislauf als wirtschaftlich rentabel erweisen.
Einige Staaten, zum Beispiel Deutschland und die USA (seit 1977), haben sich aus wirtschaftlichen und politischen Gründen gegen die Wiederaufarbeitung im eigenen Land entschieden.

### Proliferationsrisiko
Ein zentrales Problem der Wiederaufarbeitung ist die Gefahr der Proliferation, also die Verbreitung von waffenfähigem Material. Separiertes Plutonium kann relativ einfach für die Herstellung von Kernwaffen verwendet werden, da es nur schwach radioaktiv ist und sich somit leicht transportieren lässt. Im Gegensatz dazu ist Plutonium in abgebrannten Brennstäben stark mit radioaktiven Spaltprodukten verunreinigt und kann deshalb nur in schweren Behältern transportiert werden. Das darin enthaltene Plutonium kann nur mit großem Aufwand geborgen werden. Ungetrenntes Plutonium in abgebrannten Brennelementen stellt daher ein weit geringeres Risiko dar, in die falschen Hände zu geraten. 1974 nutzte Indien, eines der Länder, die die USA bei der Erlangung von Wiederaufarbeitungsfähigkeiten unterstützten, sein erstes abgetrenntes Plutonium, um eine Atombombe zu bauen (Operation Smiling Buddha). Präsident Carter verbot 1977 die kommerzielle Wiederaufbereitung in den USA mit der Begründung, das Plutonium für zivile Zwecke zur Herstellung von Kernwaffen abgezweigt werden kann. Um sicherzustellen, dass kein Plutonium unbemerkt abgezweigt wird, verwenden Wiederaufarbeitungsanlagen Überwachungssysteme, die den Fluss des Materials verfolgen und automatisch Abweichungen erkennen. Zusätzlich werden unter anderem Überwachungskameras und Siegel eingesetzt sowie Inspektionen durchgeführt. Der Atomwaffensperrvertrag wurde eingerichtet, um die friedliche Nutzung von Kerntechnologie zu fördern und die Entwicklung von Kernwaffen zu verhindern, während die Internationale Atomenergie-Organisation (IAEA) Sicherheitsmaßnahmen implementiert, um den Umgang mit nuklearem Material zu überwachen. Ergänzend dazu gibt es Exportkontrollen und internationale Vereinbarungen, die den Austausch sensibler Technologien regulieren sollen. S. 759 ff.

## Atomgesetz
Neben dem regulierten Transport wird per deutschem Atomgesetz der Betrieb von Wiederaufarbeitungsanlagen nicht genehmigt. Das Verbot der Wiederaufarbeitung und des Transports von Brennelementen gilt auch in der Schweiz.

## Organisationen
In Deutschland wurde 1964 die Deutsche Gesellschaft für Wiederaufarbeitung von Kernbrennstoffen (GWK) gegründet, welche 1979 von der Deutsche Gesellschaft für Wiederaufarbeitung von Kernbrennstoffen (DWK) übernommen wurde und unter der Wiederaufarbeitungsanlage Karlsruhe Betriebsgesellschaft mbH (WAK BGmbH) die WAK betrieb.

### Einsteiger
- Martin Volkmer: Kernenergie Basiswissen. INFORUM Verlags- und Verwaltungsgesellschaft, 2013 (kernd.de).
- Martin Volkmer: Radioaktivität und Strahlenschutz. INFORUM Verlags- und Verwaltungsgesellschaft, 2012 (kernd.de).
- Claire Corkhill, Neil Hyatt: Nuclear Waste Management. IOP Publishing, 2018, ISBN 978-0-7503-1638-5, doi:10.1088/978-0-7503-1638-5 (englisch, Open Access).

### Fachartikel
- D. Haas, D.J. Hamilton: Fuel cycle strategies and plutonium management in Europe. In: Progress in Nuclear Energy. Band 49, Nr. 8, November 2007, S. 574–582, doi:10.1016/j.pnucene.2007.09.001 (englisch).
- Matthew Bunn, John P. Holdren, Steve Fetter, Bob Van Der Zwaan: The Economics of Reprocessing versus Direct Disposal of Spent Nuclear Fuel. In: Nuclear Technology. Band 150, Nr. 3, Juni 2005, S. 209–230, doi:10.13182/NT05-A3618 (englisch).
- Christophe Poinssot, Bernard Boullis: Actinide recycling within closed fuel cycles. In: Nuclear Engineering International. Band 57, 1. Januar 2012, S. 17–21.
- IAEA: Management of Spent Fuel from Nuclear Power Reactors (= IAEA Bulletin). IAEA, 2019 (englisch, iaea.org [PDF; 30,7 MB]).
- B. Dixon u. a.: Reassessing methods to close the nuclear fuel cycle. In: Annals of Nuclear Energy. Band 147, November 2020, S. 107652, doi:10.1016/j.anucene.2020.107652 (englisch).

### Fachbücher, Monographien
- OECD, Nuclear Energy Agency: The Safety of the Nuclear Fuel Cycle (= Nuclear Safety). 3. Auflage. OECD, 2005, ISBN 92-64-01421-7, doi:10.1787/9789264014220-en (englisch).
- OECD, Nuclear Energy Agency: Advanced Nuclear Fuel Cycles and Radioactive Waste Management (= Nuclear Development). OECD, 2006, ISBN 92-64-02485-9, doi:10.1787/9789264024861-en (englisch).
- Ian Crossland (Hrsg.): Nuclear Fuel Cycle Science and Engineering (= Woodhead Publishing Series in Energy. Band 37). Woodhead Publishing, Cambridge, UK; Philadelphia, PA 2012, ISBN 978-0-85709-073-7 (englisch).
- Robin Taylor: Reprocessing and Recycling of Spent Nuclear Fuel (= Woodhead Publishing Series in Energy). Elsevier, 2015, ISBN 978-1-78242-212-9, doi:10.1016/C2013-0-16483-5 (englisch).
- Jürgen Kreusch, Wolfgang Neumann, Anne Eckhardt: Entsorgungspfade für hoch radioaktive Abfälle: Analyse der Chancen, Risiken und Ungewissheiten (= Energie in Naturwissenschaft, Technik, Wirtschaft und Gesellschaft). Springer Fachmedien Wiesbaden, Wiesbaden 2019, ISBN 978-3-658-26709-4, doi:10.1007/978-3-658-26710-0.
- Evgenei Adamov (Hrsg.): Closed Nuclear Fuel Cycle with Fast Reactors. Elsevier, 2022, ISBN 978-0-323-99308-1, doi:10.1016/C2021-0-01426-7 (englisch).
- Klaus-Jürgen Röhlig (Hrsg.): Nuclear Waste: Management, disposal and governance. IOP Publishing, 2022, ISBN 978-0-7503-3095-4, doi:10.1088/978-0-7503-3095-4 (englisch).

### Recht
- Michéle John: Rechtsfragen der Beendigung der Wiederaufarbeitung abgebrannter Brennelemente (= Forum Energierecht. Band 11). 1. Auflage. Nomos-Verl.-Ges, Baden-Baden 2005, ISBN 3-8329-1299-1.

### Ältere, Historisch und Andere
- C. A. Mawson: Management of Radioactive Wastes (= Frank R. Ward [Hrsg.]: Van Nostrand Nuclear Science Series). D. Van Nostrand, Toronto, New York, London 1965 (englisch, archive.org).
- Jean-Marc Wolff (Hrsg.): Eurochemic 1956–1990. Nuclear Energy Agency, Organisation for Economic Co-operation and Development, 1996 (archive.org).